# Флаг городского поселения Обухово
Флаг городского поселения Обу́хово Ногинского муниципального района Московской области Российской Федерации — опознавательно-правовой знак, служащий официальным символом муниципального образования.
Флаг был утверждён 15 августа 2006 года и внесён в Государственный геральдический регистр Российской Федерации с присвоением регистрационного номера 2579.
Законом Московской области от 23 мая 2018 года № 68/2018-ОЗ 5 июня 2018 года все муниципальные образования Ногинского муниципального района были преобразованы в Богородский городской округ.

## Описание
«Флаг представляет собой жёлтое прямоугольное полотнище с соотношением сторон 2:3, по внешнему краю которого положена зелёная кайма шириной в 1/10 от ширины полотнища; вдоль древка и свободного края — кайма стенозубчатая; в центре флага красный ступенчатый снаружи сквозной ромб, внутри которого голубой сквозной ромб».

## Обоснование символики
Флаг городского поселения Обухово разработан на основе герба городского поселения, который языком символов и аллегорий отражает исторические, культурные и экономико-политические особенности городского поселения.
На флаге городского поселения Обухово центральной фигурой является золотой стилизованный ковёр, с бахромой в виде вырезов по краям ковра. В центре ковра расположено три сквозных ромба: внутри ступенчатого снаружи красного ромба — золотой, внутри золотого ромба — лазоревый, внутри лазоревого ромба — золотой квадрат, поставленный в ромб. Все эти геральдические фигуры образуют традиционный и распространённый ковровый геометрический орнамент. Эта композиция символизирует первое в России предприятие по производству ковров машинным способом. Современный ковровый комбинат ведёт своё начало от казённого полотняного завода, основанного в начале XVIII века.
Сквозные жёлтый и голубой ромбы — «веретёна», символизируют Обухово как старинный текстильный центр Подмосковья.
Ковёр окружён зелёной каймой, что символически показывает луга и леса, окружающие Обухово. Зелёный цвет — символ весны, здоровья, надежды.
Жёлтый цвет (золото) — символ богатства, прочности, стабильности и процветания.
Голубой цвет (лазурь) символизирует реку Клязьму, протекающую по территории городского поселения Обухово. Голубой цвет — также символ возвышенных устремлений, чистоты помыслов и благородства.
Красный цвет символизирует красоту, праздник, жизненную силу, а также боевые и трудовые достижения местных жителей.